# Cimetière de Malakoff
Le cimetière de Malakoff est le cimetière communal de la commune de Malakoff dans les Hauts-de-Seine. Il est situé boulevard de Stalingrad, à proximité de la chapelle du Sacré-Cœur de Malakoff.

## Description
Le cimetière de Malakoff n'a plus de concessions libres, mis à part dans le columbarium. Les nouvelles inhumations doivent avoir lieu au cimetière intercommunal de Clamart, appelé aussi « cimetière du Parc ».
Il s'y trouve un monument aux morts,,.
Il comporte deux carrés militaires: Le premier est relatif à la Seconde Guerre mondiale, et aux guerres d’Indochine et d’Algérie. Le second est dédié à la Première Guerre mondiale.

## Historique
La création du cimetière de Malakoff remonte à 1883, année de la sécession de la commune d’avec Vanves.

## Personnalités
- Le coureur cycliste Eugène Christophe (1885-1970)[8] ;
- Gaëtan Gatian de Clérambault (1872-1934), psychiatre ;
- Vetese Guerino (1895-1952), accordéoniste ;
- Hervé Le Roux (1956-2016), réalisateur et critique de cinéma ;
- Paul Mahalin (1828-1899), journaliste et écrivain ;
- Paul Redonnel (1860-1935), écrivain, poète ;
- Léon Salagnac (1894-1964), homme politique.